# Stane Derganc
Stane Derganc, né le 23 avril 1893 à Laibach en Autriche-Hongrie (aujourd'hui Ljubljana en Slovénie) et mort le 9 août 1981 à Ankaran en Yougoslavie, est un gymnaste artistique yougoslave.

## Carrière

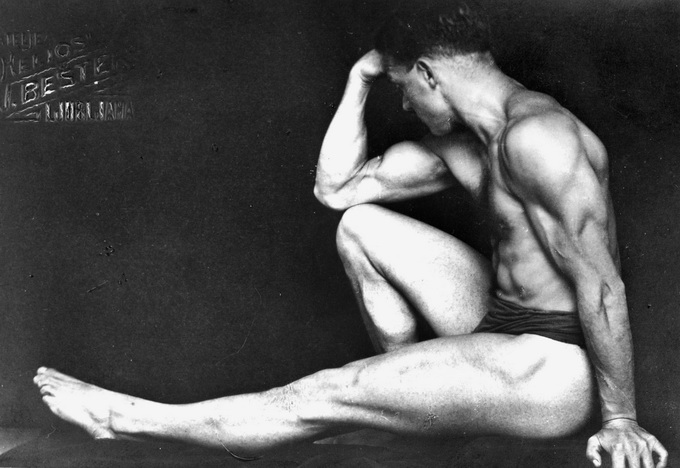
Stane Derganc vu par Veličan Bešter

Stane Derganc remporte la médaille d'argent par équipes et aux barres parallèles et la médaille de bronze au concours général individuel aux Championnats du monde de gymnastique artistique 1922 à Ljubljana. Aux Championnats du monde de gymnastique artistique 1926 à Lyon, il est médaillé d'argent par équipes.
Il dispute deux éditions des Jeux olympiques. En 1924 à Paris, il est quatrième du concours par équipes et sixième du cheval d'arçons ; en 1928 à Amsterdam, il obtient la médaille de bronze au saut de cheval.